# Casa de té

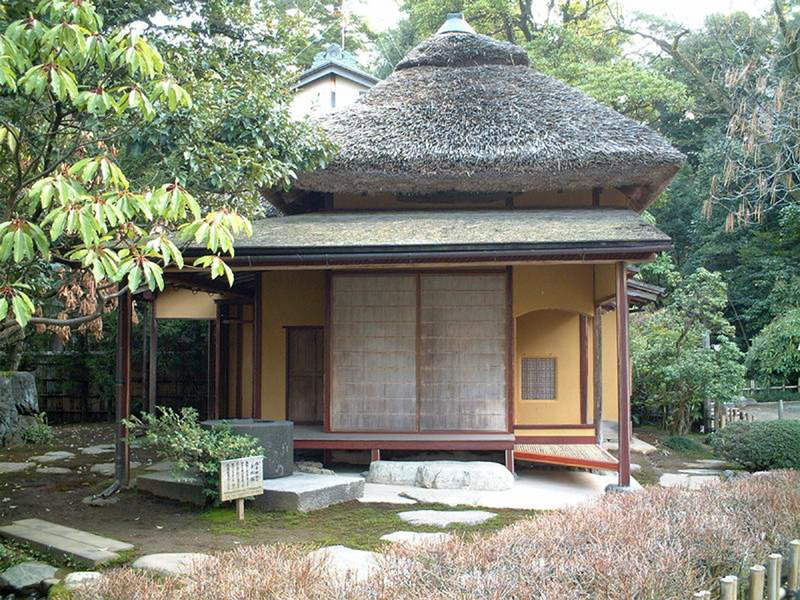
Yugao-tei, Kanazawa.

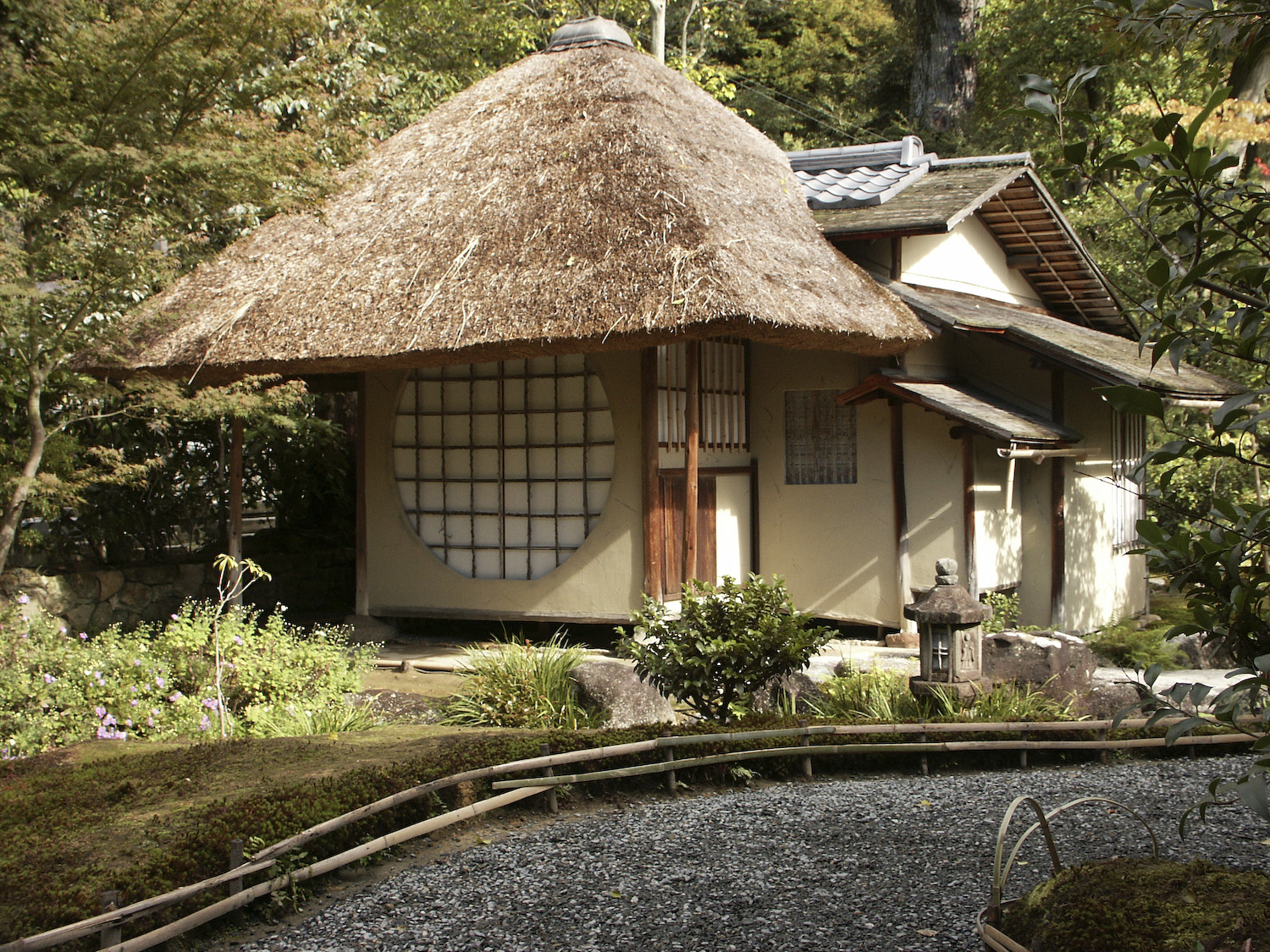
Ihōan en Kōdai-ji en Kioto.

Las casas de té (denominadas en inglés a menudo como tea houses) o teterías son locales de decoración sencilla en los que se toma relajadamente té. Su función depende ampliamente según de la cultura en la que se analice, e incluso algunas culturas tienen una gran diversidad de casas de té.

## Origen e historia de las casas de té
Las casas de té tienen su origen en una práctica oriental, concretamente en una costumbre japonesa conocida con el nombre de ceremonia del té (Cha-no-yu). Se trata de una tradición que se originó en el siglo XIII, cuando los samuráis japoneses comenzaron a tomar matcha, un tipo de té verde que se extraía de la planta del té negro. Para conocer los orígenes y la historia de las casas del té hemos de conocer la tradición japonesa del Cha-no-yu o Ceremonia del té.

### Ceremonia del té
Como decíamos, los pilares de la Ceremonia del té se pusieron desde el momento en el que los samuráis comenzaron a aficionarse al matcha, en el siglo XIII. A esto hay que sumarle el budismo zen, la versión japonesa del budismo.
La Ceremonia consiste en preparar y servir el té, pero lejos de hacerlo de forma árida, como cualquier otra actividad cotidiana, esta práctica adquiere en Japón un valor solemne, en el que la humildad, la naturalidad, la simplicidad, la moderación, etc. hacen acto de presencia.
La Ceremonia del té tiene una duración de cuatro horas, si se hace entera (en esta versión recibe el nombre de Cha-ji). En este caso, no se limita a la simple preparación del té, sino que incluye el kaiseki, que es una comida ligera, el usucha, la toma de un té ligero y la koicha, que es un té más espeso y pesado.
Por último, la persona encargada de la ceremonia ha de estar familiarizada con una serie de saberes tradicionales, que abarcan tanto los conocimientos sobre los tipos de té y su producción, como el kimono, el arreglo floral, la caligrafía, el incienso, etc.

### La casa de té japonesa histórica
Es en el contexto de esta solemne ceremonia en el que se puede entender el origen de los chashitsu o casas de té. Estas eran pequeñas cabañas situados en los jardines roji de las casas japonesas, en las que se realizaba la Ceremonia del té.
La cabaña está fabricada con materiales naturales, siendo de techo bajo, de tal modo que las personas que participen en la ceremonia tengan que entrar de rodillas, olvidándose así de su orgullo e impregnándose de humildad. Para entrar en la casa, los invitados han de descalzarse y ponerse los tabi, unos calcetines blancos.
Las casas de té suelen estar adornadas con flores naturales, las cuales varían en función de la estación del año, los llamados chabana. Además de estos, la alcoba (tokonoma) está adornada con un rollo, que cuelga en la pared. Este puede ser de caligrafía o una pintura.

## Casas de té por país

### Casas de té en América

#### Casas de té en Argentina

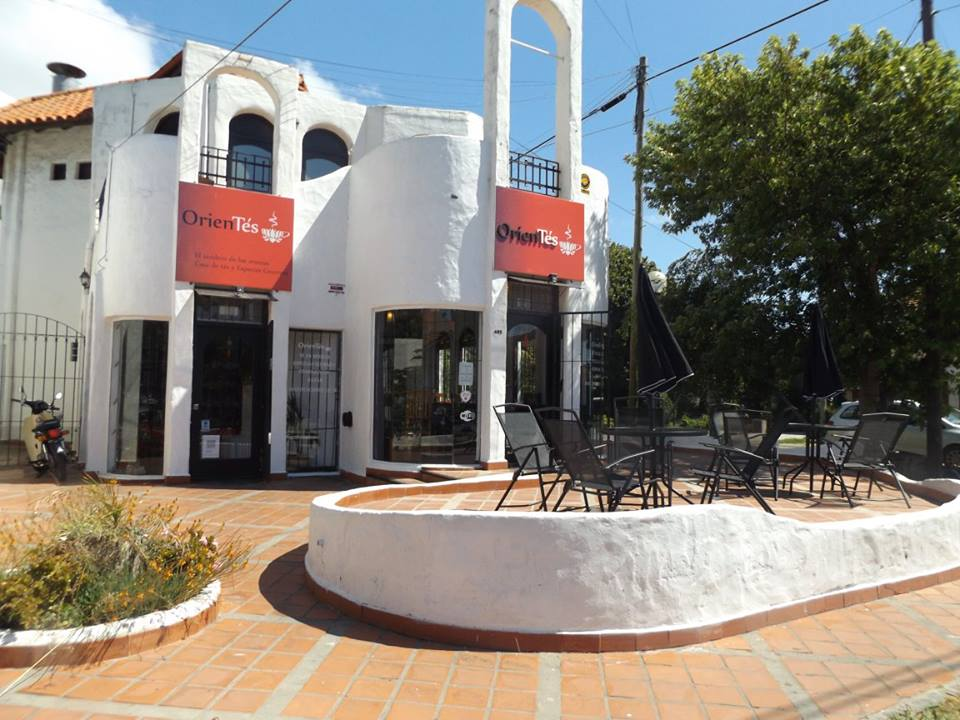
Casa de té en Mar del Plata.

En Argentina se encuentra una gran cantidad de casas de té principalmente en la Provincia de Buenos Aires, tal es el caso de la Ciudad de Mar del Plata, como en el Valle inferior del río Chubut y en la localidad de Gaiman, provincia de Chubut debido, en este caso, a la colonización galesa que recibió esa provincia. Una de las principales atracciones de estas casas es la degustación junto al té, de la tortita negra.

#### Casas de té en Chile
En Chile existen una gran cantidad de casas de té y es una oferta que va en alza, estas principalmente se encuentran en el Barrio alto de Santiago y en el sur del país, estas además ofrecen una gran variedad pasteles y repostería típica, también son llamadas "teterías"

#### Casas de té en Uruguay
En Uruguay las casas de té estas principalmente en la capital Montevideo, pero se encuentran distribuidas en todo el país en menor cantidad, también son llamadas Salones de té.
A la hora de buscar una casa de té, se acude a un directorio de información, donde se puede obtener mayores detalles de las propuestas y servicios ofrecidos al público. Un ejemplo de directorio es el siguiente: Salones y Casas de Té en Uruguay. Las propuestas van desde delicias saladas como sándwiches, scones y tartas de variados gustos, hasta tentaciones dulces para los golosos, como cuadrados de manzana, alfajores, cupcakes, brownies, tortas, y más.

### Casas de té en Asia

#### Casas de té en Japón
En la tradición japonesa de casa de té (茶室, chashitsu lit. "habitación de té") es una estructura diseñada para soportar la ceremonias del té japonesa. Los Tea rooms para las ceremonia de té se denominan cha-shitsu, pero se encuentran separadas de la vivienda. Estas casas de té han sido creadas para la satisfacción estética e intelectual. 
En la actualidad en Japón se refieren a las teterías modernas como kissaten (喫茶店, lit. "tienda de tomar té").

#### Casas de té en China

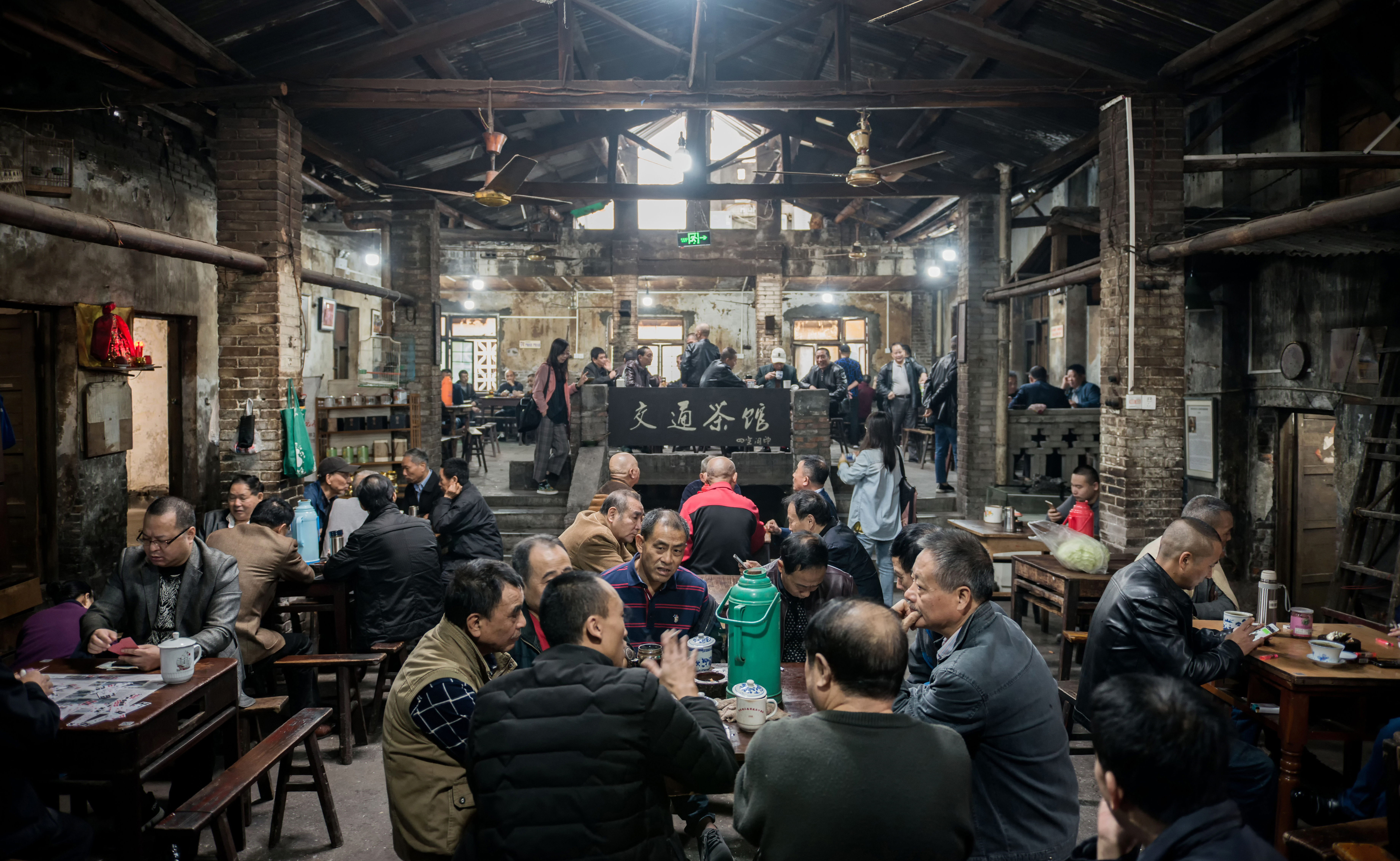
Vida apacible en la casa de té Jiaotong, emblemática del lento ritmo de vida de la ciudad de Chongqing en China.

En China, una casa de té (chino tradicional: 茶館, chino simplificado: 茶馆, "cháguăn" o 茶屋, "cháwū") es muy similar a los cafés de Europa, con la clara distinción en la que se sirve té y no café. La gente se acerca a estos locales a socializar, beber té, y a menudo a apostar. Hoy en día la gente joven se reúne en las casas de té. La función y la popularidad de las casas de té difiere según la localidad dentro de China.